# Заглавная страница
свободную энциклопедию, которую может редактировать каждый.
Сейчас в Википедии 2 034 838 статей на русском языке.
- Создать статью
- Справка
- Порталы

## Избранная статьяЭкспедиция в преисподнюю
«Экспедиция в преисподнюю: современная сказка» (аббревиатура ЭВП) — повесть-сказка с элементами юмористической фантастики советского писателя Аркадия Стругацкого (под псевдонимом С. Ярославцев, первое произведение под этим именем). Две первые части опубликованы в 1974 году в журнале «Памир» (Душанбе) и в альманахе «Мир приключений»; спустя десять лет, в 1984 году была добавлена третья часть, напечатанная в журнале «Уральский следопыт». Сказка переведена на чешский, польский и болгарский языки. Первое книжное издание осуществлено в 1988 году издательством «Московский рабочий». В дальнейшем «Экспедиция в преисподнюю» включалась во все собрания сочинений Стругацких. Восстановленный по рукописям текст с вариантами и комментариями опубликован в 23-м томе полного собрания сочинений группы «Людены» (2018).
Исходным импульсом для создания динамичной сказки стало написание сценария для киностудии «Союзмультфильм» на сюжет о космических пиратах. Одновременно со сценарием (который так и не был экранизирован) создавалась и повесть. Действие разворачивается в XXIII веке, в основе авантюрного сюжета — противостояние космических негодяев и отважных землян, которые представляют собой мушкетёров светлого будущего. Чтобы вызволить невесту одного из героев, тройка мушкетёров отправляется в логово разбойников — на Планету Негодяев, которой управляет Великий Спрут. Текст наполнен огромным количеством отсылок к мировой приключенческой литературе, а также массовой культуре СССР середины XX века, в повести-сказке на равных действуют доктор Айболит (пришелец из далёкого будущего) и гоголевский Пацюк, которому галушки сами в рот влетают (своего рода оракул, с которым советуются главные герои). Тем не менее литературоведы низко оценили достоинства «Экспедиции в преисподнюю». Критики отмечали, что сказка резко отличается от остальных произведений Стругацких, в первую очередь отстранённостью от социальной проблематики и принципиальной пародийной несерьёзностью.
- Читать
- Все 2005 избранных статей

- Кандидаты
- Просмотр шаблона

## Хорошая статьяГеоргий Анатольевич Зельма
Ге́оргий Анато́льевич Зе́льма (настоящая фамилия — Зельмано́вич, которую Георгий Анатольевич использовал до 1937 года, в документах часто использовался двойной вариант фамилии Зе́льма-Зельмано́вич) (8 августа 1906, Ташкент, Российская империя — 1984, Москва, СССР) — советский фотограф и фоторепортёр. Фотокорреспондент «Известий», «Огонька», «Красной звезды» и других изданий в 1920—1930-х годах. Военный фотокорреспондент в звании интенданта 3-го ранга, позже старший лейтенант административной службы. Участник походов Красной армии в Западную Украину и Бессарабию, Великой Отечественной войны. В составе 62-й армии принял участие в Сталинградской битве и стал одним из самых известных фотолетописцев обороны Сталинграда. За участие в Великой Отечественной войне награждён орденом Красной Звезды и медалями. Заслуженный работник культуры РСФСР.
- Читать
- Все 4878 хороших статей

- Кандидаты
- Просмотр шаблона

## Последние избранные списки
- Декоративное изображениеПоследний избранный список Премия «Золотой жук» за лучшую женскую роль второго плана
- Декоративное изображениеПредыдущий избранный список Чемпионат четырёх континентов по фигурному катанию

- Кандидаты
- Просмотр шаблона

## Изображение дня
Фотография с длинной выдержкой инвертированных американских горок на аттракционе «Monster». Парк развлечений Грёна Лунд, Стокгольм, Швеция

## Из новых материаловЗнаете ли вы?
- В старинной башне (на илл.) выставлялось современное искусство.
- Из-за некомпетентности врачей служанка их пациента была сожжена за ведовство.
- Средневековые исламские математики объединили в одном понятии древнегреческие «число» и «величину».
- Советская цензура запретила роман о Чингисхане за панмонголизм.

- Визитной карточкой американского исполнителя электронной музыки является один из древнейших музыкальных инструментов (на илл.).
- Кусочек этрусской границы находится в Нидерландах.
- Обещания Китая сохранять автономию Макао запечатаны в капсулу времени.
- Древнейший сохранившийся браслет опередил своё время на много тысячелетий.

- До попадания в музей уникальный старинный шлем (на илл.) использовался в качестве поилки для кур.
- Советский фотоаппарат для начинающих был близнецом простейшей камеры, придуманной немецким изобретателем.
- Первый общественный банк в Российской империи был открыт в Вологде.
- У дагестанского землетрясения был один предшественник и шестнадцать последователей.

- Предложения
- Архив
- Просмотр шаблона

## Текущие события
Актуальные темы
вторжение России на Украину (март)
торговые войны США (Канада и Мексика · Китай)
чемпионаты мира (кёрлинг среди женщин) | Недавно умершие
- При пожаре в ночном клубе Pulse (на илл.) в Северной Македонии погибли как минимум 59 человек.
- Марк Карни сменил Джастина Трюдо на посту премьер-министра Канады.
- Бывший президент Филиппин Родриго Дутерте арестован в Маниле по ордеру Международного уголовного суда и доставлен в Гаагу.
- В Пакистане в результате захвата пассажирского поезда[англ.] погибли более 60 человек, в том числе около 30 нападавших.
- Астрономы объявили об обнаружении 128 новых спутников Сатурна, общее число известных спутников планеты достигло 274.
- В сирийских провинциях Латакия, Тартус и Эс-Сувейда убиты несколько сотен мирных жителей-алавитов.

- Кандидаты
- Архив
- Просмотр шаблона

## Вэтот день19 марта
- 1279 — в битве на Жемчужной реке монголы сокрушили державу Сун.
- 1514 — Тристан да Кунья привёз папе римскому в подарок от португальского короля индийского слона.
- 1697 — началось Великое посольство Петра I в Западную Европу.
- 1859 — в Париже прошла премьера оперы Шарля Гуно «Фауст».
- 1898 — первых посетителей принял Русский музей императора Александра III (на илл.).
- 1932 — в Сиднее открыт Харбор-Бридж.
- 1962 — окончилась Война за независимость Алжира.
- 1964 — заработал тоннель под альпийским перевалом Большой Сен-Бернар.

## Совместная работа недели
- {{Визуализация}}
- {{Креационизм}}

- Примите также участие в  «неделе Восточной Румелии».
- Примите также участие в  «неделе Бангкока».

- Кандидаты
- Архив
- Просмотр шаблона

## Родственные проекты Викимедиа
- Викисловарь Словарь
- Викицитатник Цитаты
- Викиучебник Учебники
- Викитека Библиотека текстов
- Викиновости Новости
- Викиверситет Обучающие материалы
- Викисклад Хранилище медиафайлов
- Викигид Путеводитель
- Викиданные База знаний
- Викивиды Каталог биологических видов
- Викифункции Библиотека функций
- Медиавики Вики-движок